# Орсара-ді-Пулья
Орсара-ді-Пулья (італ. Orsara di Puglia) — муніципалітет в Італії, у регіоні Апулія,  провінція Фоджа.
Орсара-ді-Пулья розташована на відстані близько 250 км на схід від Рима, 135 км на захід від Барі, 33 км на південний захід від Фоджі.
Населення — 2795 осіб (2014).
Покровитель — святий Архангел Михаїл.

## Демографія
Населення за роками:

Станом на 1 січня 2023 року в муніципалітеті офіційно проживало 58 іноземців з 14 країн, серед них 32 громадяни країн Євросоюзу та 3 громадяни України.

## Сусідні муніципалітети
- Бовіно
- Кастеллуччо-дей-Саурі
- Челле-ді-Сан-Віто
- Фаето
- Гречі
- Монтагуто
- Панні
- Троя